# 생방송 원더풀 금요일
《생방송 원더풀 금요일》은 2012년 10월 26일부터 2014년 11월 14일까지 MBC TV에서 방송되었던 시사교양 프로그램이다.

## 코너
- 톡! 톡! 현장 포착
- 궁금하면? 원더풀!
- 氣찬하루
- 여행의 재발견, 왕배가 간다!
- 사유리의 소원을 말해봐
- 新 ‘전원일기’

## 종영 코너
- 특파원 통신
- 화제의 1분
- 사유리의 식탐여행
- 원더풀 연예TV
- 사유리의 당신은 누구시길래?
- 안드류의 HELLO, 밥상!

## 일부지역 자체방송
춘천문화방송, 원주문화방송, MBC강원영동, 청주문화방송, 전주문화방송, 여수문화방송, 울산문화방송 등은 자체방송 없이 그대로 수중계하지만 1주는 일부지역에선 자체 특집 프로그램이 나온다.
- 대전문화방송 - 살맛나는 세상 스페셜 & 가요베스트
- 충주문화방송·제주문화방송 - 살맛나는 세상
- 광주문화방송 - 빛날 스페셜 & 공간다큐 그곳
- 목포문화방송 - 시청자가 만드는 재밌는TV & 에듀콘서트
- 대구문화방송 - 리얼 프로젝트 고(GO)
- 안동문화방송 - 생방송 전국시대 & 깨소금
- 포항문화방송 - 떳다! 우리동네 스페셜 & 찾아라! 팔도 맛지도
- 부산문화방송·MBC경남 - 전국시대